# Mariano Toribio Jáquez
Fray Mariano Toribio Jáquez de Zalazar fue un franciscano de origen chihuahuense que se destacó por su formación religiosa e intelectual, siendo uno de los responsables en conservar la educación en Chihuahua al ser expulsados los padres jesuitas por los españoles. Maestro y formador de franciscanos, se destacó por su piedad y celo.

## Historia
Mariano de Jesús María Toribio Xaquez, o fray Mariano Toribio de Jesús María. Fue un misionero de Chihuahua, destacado por la santidad de su vida, con la particularidad de ser netamente chihuahuense, pues nació en el Real de San Felipe de Chihuahua en 1744. 
Entró a la orden franciscana y se ordenó sacerdote hacia 1768, obtuvo el grado de Magister scholasticorum et grammaticae (maestro de estudiantes y de gramática).
Entre 1769 y 1781 dictó clases en la escuela del hospicio de San José de Chihuahua, donde ejerce los cargos de lector (maestro) de filosofía y de gramática y además de predicador conventual. 
En 1767 los jesuitas habían sido expulsados del territorio español y en Chihuahua acababan de cerrar su colegio; los franciscanos hicieron lo posible por suplir el vacío que dejaron en este campo de la educación. En este tiempo Fray mariano Toribio está a cargo de San Jerónimo (Aldama).
En 1781 hizo un viaje desde Chihuahua a Zacatecas descalzo y a pie para tomar parte en el capítulo de la orden franciscana. Permaneció allí como maestro de novicios hasta 1784 y luego regresó al norte.
Se le adjudica la misión de San Antonio de Julimes que pastoró hasta 1796. 
En este tiempo sus correrías apostólicas se extiendieron hasta la recién fundada población de San Antonio de Chorreras, en la que firmó actas entre el 20 de junio de 1787 y el 1° de octubre de 1788. 
En 1790 fungió como secretario del custodio de San José del Parral, fray José García Rico, que residía en Santa Cruz de Tapacolmes, hoy Rosales. 
Murió en el convento franciscano de la Purísima Concepción en Zacatecas.

## Defensa de los indígenas
Se distingue por su amor a los indios, a quienes no dudó en defender contra las injusticias de que son víctimas. El 1° de diciembre de 1785 dirigió una carta al corregidor don Francisco Javier del Campo donde sale en defensa de los derechos de los indígenas del pueblo San Pablo, hoy ciudad Meoqui, que era un pueblo de visita dependiente de Julimes, fundado por el franciscano Fray Andrés Ramírez. En la carta protestó ante las autoridades pues se les quería despojar de sus tierras y del uso del agua a los pobladores.

## Espiritualidad
Fray Antonio Gálvez, cronista franciscano y uno de los novicios que fray Toribio habla de él con afecto y admiración: “Puesto al frente de los novicios, desempeñó en toda su extensión tan grave ministerio, siendo el primero que se levantaba, el primero que barría, el primero que se presentaba para llevarnos al coro, a la iglesia, al refectorio; limpiaba los faroles cuando nos descuidábamos de hacerlo; repicaba con nosotros si faltaba quien nos ayudara; con nosotros rezaba la corona, el oficio de la Santísima Virgen, el de difuntos, y los viernes el Viacrucis; pero con la circunstancia de que mi maestro lo rezaba caminando de rodillas y con la cruz a cuestas, sin exigir de nosotros esa penitencia... Duro para sí mismo como el que más, para nosotros fue siempre manso, condescendiente y suave”.
Alaba su dedicación en la oración, especialmente su devoción al Santo Rosario. “Murió tranquilamente –dice el cronista– en el convento de la Purísima Concepción de Zacatecas, después de haber recibido con singular devoción los Santos Sacramentos”, en 1804.